# Mikroinstalacja fotowoltaiczna
Mikroinstalacja fotowoltaiczna – wg ustawy o odnawialnych źródłach energii to instalacja odnawialnego źródła energii (OZE) o łącznej mocy zainstalowanej elektrycznej nie większej niż 50 kW, przyłączona do sieci elektroenergetycznej o napięciu znamionowym niższym niż 110 kV albo o mocy osiągalnej cieplnej w skojarzeniu nie większej niż 150 kW, w której łączna moc zainstalowana elektryczna jest nie większa niż 50 kW.

## System rozliczeń
Właściciele mikroinstalacji – określani często mianem prosumenta – rozliczają bilans wytworzonej i zużytej energii w różnych systemach:
- prosumenci, którzy zgłosili przyłączenie instalacji do 31 marca 2022 r. rozliczali się oraz mogą się również po tym terminie rozliczać nadal w systemie opustów znanym pod angielską nazwą net-metering. Polega on na odprowadzaniu nadmiaru wyprodukowanej a nieskonsumowanej energii (autokonsumpcja) do sieci elektroenergetycznej oraz możliwości nieodpłatnego odbioru do 70% energii przekazanej uprzednio do sieci (do 80% dla małych instalacji o mocy poniżej 10 kWp). Rozliczenie odbywa się wg jednostek energii tym samym właściciele instalacji do 10 kWp – mogą odebrać 0,8 kWh za każdy 1 kWh odprowadzony, a większe instalacje 0,7 kWh z 1 kWh[1]. Prosumenci ci mogą jednak dobrowolnie (lecz nieodwracalnie) przejść na system net-billingu, staje się to również obligatoryjne w przypadku zmiany umowy.
- prosumenci, którzy zgłosili swoją instalację od 1 kwietnia 2022 r., rozliczają się w systemie wyceny (sprzedaży) wprowadzanych do sieci energetycznej ilości energii, znanym pod nazwą net-billing. Przy czym:
  - do 30 czerwca 2022 obowiązywał okres przejściowy, gdy nadal rozliczani byli metodą net-meteringu.
  - od 1 lipca 2022 rozliczani byli w okresach miesięcznych, po cenie średniej miesięcznej rynkowej (ogłaszanej przez PSE w ciągu kilku tygodni po zakończeniu danego miesiąca w którym prosument sprzedał energię, dodatkowo z późniejszymi korektami).
  - od 1 lipca 2024 rozliczani są w okresach godzinowych, wg ceny rynkowej godzinowej z Rynku Dnia Następnego.

## Udogodnienia dla właścicieli mikroinstalacji[1]
Do najważniejszych należą:
- brak wymogu koncesji na produkcję energii elektrycznej,
- brak wymogu pozwolenia na budowę mikroinstalacji fotowoltaicznej,
- brak opłaty przyłączeniowej do sieci oraz kosztów montażu licznika dwukierunkowego,
- od 2019 roku koszty budowy mikroinstalacji mogą zostać odliczone od podstawy opodatkowania,
- ujednolicona stawka VAT 8% na instalacje fotowoltaiczne funkcjonalnie związane z budynkiem mieszkalnym o powierzchni do 300 m² (poprawka czeka na wejście w życie).

## Wsparcie strukturalne
Rozwój mikroinstalacji wspierany jest przez rządowy program Mój Prąd, który za pośrednictwem Narodowego Funduszu Ochrony Środowiska i Gospodarki Wodnej wspiera prywatnych inwestorów dotacjami do wysokości 5 tys. złotych do wyczerpania budżetu o wysokości 1 mld złotych.